# Willem Adriaan Maria van de Ven
Willem Adriaan Maria van de Ven (Boxtel, 25 juli 1907 – 19 augustus 1984) was een Nederlands burgemeester.
Hij werd geboren als zoon van Rumoldus Hendrikus van de Ven (1868-1942) en Catharina Anna Montens (1880-1932). Van de Ven was commies bij de gemeentesecretarie van Tilburg voor hij in september 1947 burgemeester van Haaren werd. In augustus 1972, bijna 25 jaar later, ging hij daar met pensioen. Van de Ven overleed in 1984 op 77-jarige leeftijd.